# ОКАТО код
Сверуски класификатор објеката административно-територијелна поделе, скраћено ОКАТО (рус. Общероссийский классификатор объектов административно-территориального деления, ОКАТО) један је од званичних система за нормативну класификацију територијално-административних субјеката Руске Федерације. Део је Јединственог система за класификацију и кодирање техничко-економских и социјалних информација Руске Федерације (скраћено ЕСКК; Единая система классификации и кодирования технико-экономической и социальной информации) и служи за прикупљање информација о структури административних субјеката Федерације.
У субјекте ОКАТО класификације убрајају се све административне јединице у земљи, почев од република, покрајина и области, па све до сеоских насеља. Сваки појединачни ОКАТО код може да садржи од 2 до 8 цифара, а у извесним ситуацијама може бити додата још једна нумеричка контролна вредност. Код најнижих административних јединица (сеоске општине) може бити до 11 кодних цифара. 
Структура кодног означавања на примеру блока 12 345 678 КБ је следећа:
- 1, 2 — објекти првог степена класификације (република, покрајина итд);
- 3, 4, 5 — објекти другог степена класификације (округ, рејон, град);
- 6, 7, 8 — објекти трећег степена класификације (унутарградски окрузи, сеоске и градске општине);
- КБ — контролни број.

Тако се, на пример, општински рејони кодирају вредностима од 01 до 59 у првом степену кодирања, унутарградски рејони и окрузи од 60 до 99, градови од 01 до 49, варошице од 50 до 99 итд.